# Reichenbach bei Oberstdorf
Reichenbach bei Oberstdorf ist ein Ortsteil des Marktes Oberstdorf im bayrischen Landkreis Oberallgäu. Das Dorf hat 231 Einwohner.

## Geographische Lage
Reichenbach liegt 4 km nordöstlich von Oberstdorf auf einer Höhe von 867 über dem Meeresspiegel.
Unmittelbar am Dorf vorbei fließt der Gaisalpbach, der aus dem Unteren Gaisalpsee gespeist wird. Der See liegt auf 1508 Metern Höhe unterhalb des Rubihorns. Bevor der Gaisalpbach an Reichenbach vorbei in Richtung Iller fließt, durchquert er den Gaisalptobel nordwestlich des Ortes. Der Tobel ist für Fußgänger zu begehen.
Nordöstlich von Reichenbach liegt ein Moorschwimmbad mit Gasthaus. In derselben Richtung ist außerdem die Schöllanger Burgkirche über Feldwege zu erreichen.
Durch Reichenbach führt die Kreisstraße OA4, die das Dorf mit unter anderem mit Oberstdorf verbindet. Im Ort gibt es keine Straßennamen, sondern lediglich Hausnummern.
Eine Besonderheit ist der von Herbst bis Frühling in Reichenbach zweimal zu beobachtende Sonnenaufgang. Nach dem ersten Aufgang verschwindet die Sonne wieder hinter dem Rubihorn, um dann ein zweites Mal endgültig aufzugehen.

## Geschichte
Das erste Mal erwähnt wird Reichenbach 1316 in einem Dokument, das besagt, der Ort habe dem Bischof ein Saumtier zu stellen.
Nach dieser ersten Erwähnung ändern sich die Besitzverhältnisse immer wieder: Die Rettenberger verkaufen ihre Anteile im Dorf an die Heimenhofen, die den Besitz schon bald weiter an den Hochstift Augsburg verkaufen mussten. Mitte des 15. Jahrhunderts gehört der Großteil des Dorfes dem Hochstift.
1540 wurde die Jakobuskapelle am Rand von Reichenbach erbaut.
Bis 1972 gehörte Reichenbach zur Gemeinde Schöllang, seit deren Auflösung ist der Ort Teil von Oberstdorf.

## Sehenswürdigkeiten

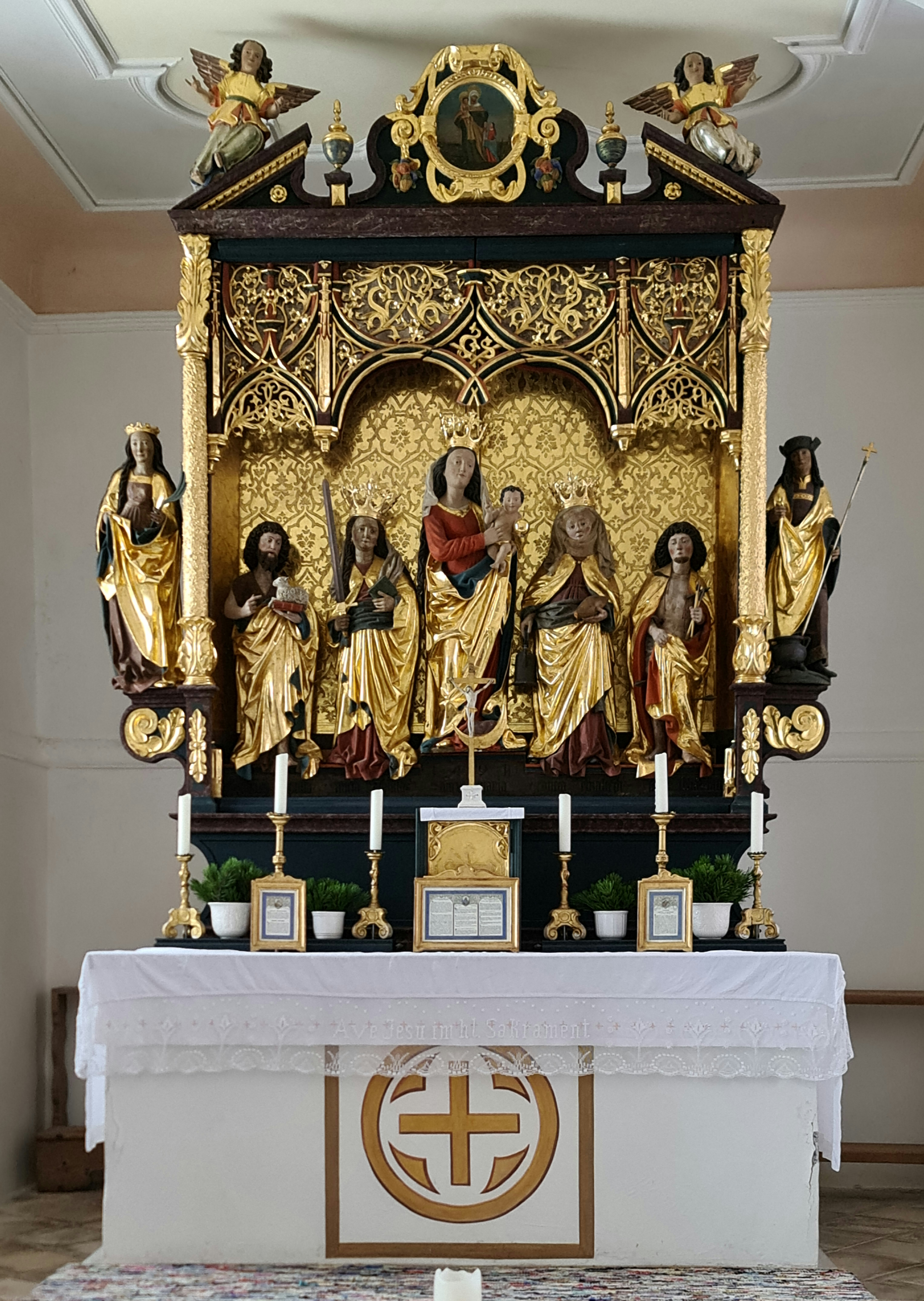
St Jakobus Reichenbach Hochaltar

- Jakobuskapelle: Die katholische Kapelle oberhalb von Reichenbach wurde 1540 erbaut und besitzt einen Schreinaltar mit der Jahreszahl 1495.[4]

- Gaisalptobel: Der Gaisalptobel ist nicht weit vom Dorf entfernt und mit Stahlstegen und Brücken ausgebaut, über die man die im Sommer bewirtete Gaisalpe erreicht.

- Unterer Gaisalpsee: Der Bergsee ist 3,5 Hektar groß und liegt auf 1508 Metern Höhe unterhalb des Rubihorns.

- Moorschwimmbad Reichenbach

Siehe auch: Liste der Baudenkmäler in Reichenbach